# Enrique Burgos Carrasco
Enrique Burgos Carrasco   (Barakaldo, 20 de gener de 1971) més conegut com a Kike, és un exfutbolista i entrenador basc. Jugava de porter.

## Biografia
Kike es va formar com a futbolista a les categories inferiors de l'Athletic Club. Amb el primer equip va debutar la temporada 90/91, primer en Copa i després en Lliga front al CE Castelló, on els lleons perderen per dos gols a zero. A l'any següent la seua aportació en l'Athletic es dispara fins als 22 partits.
Va jugar 317 partits a Segona Divisió al llarg de nou temporades, amb el Polideportivo Ejido (cinc anys), el Bilbao Athletic i el RCD Mallorca (dos cadascun).
A l'any següent, l'arribada de Juanjo Valencia li va retirar la titularitat: entre la 92/93 i la 94/95, Kike només hi juga un encontre. En busca d'oportunitats, la temporada 95/96 marxa al RCD Mallorca, de Segona Divisió, on qualla dos grans temporades i és peça clau en l'ascens del seu equip a la màxima categoria. En Primera però, la direcció illenca aposta per Carlos Roa, i Kike torna a la suplència.
L'estiu de 1998 fitxa pel Deportivo Alavés, que passava pel millor moment de la seua història. Eixe any juga 20 partits, però retorna a la banqueta i només juga tres partits en les dues properes temporades. Recupera el lloc la temporada 01/02, jugant la meitat de la temporada.
L'estiu de 2002 deixa Vitoria i fitxa pel Polideportivo Ejido, de Segona Divisió. Al quadre andalús hi roman cinc anys, sent titular indiscutible en tots ells. Al final de la temporada 06/07, Kike penja les botes.
Posteriorment, ha seguit lligat al món del futbol com a entrenador de porters del Polideportivo Ejido.
Burgos es va jubilar el juny de 2007, als 36 anys. Més tard va treballar com a ajudant al Vila-real CF i al Reial Múrcia amb Julio Velázquez, sent entrenador de porters al Reial Betis amb el mateix entrenador però va ser acomiadat després d'una baralla amb Antonio Adán.